# 奥山風太郎
奥山 風太郎（おくやま ふうたろう、1977年 - ）は、日本のフリーライター、爬虫類・両生類研究家。

## 人物
爬虫類・両生類を知るために、中国をはじめ世界各国に足を運び、フィールドワークを重ねている。

## 経歴
東京都に生まれる。 1992年 中学卒業後にアルバイトをしていたペットショップに就職。 
1996年 同ペットショップを退社し、日本各地、世界各国へ動物探訪を行う傍ら、ライター業、研究活動に勤しみ現在に至る。
2019年 奄美大島の希少なカエルを捕獲したなどとして、種の保存法違反などの疑いで逮捕された。
2023年に出版した『図鑑 日本のムカデ』に対しては、研究者から100箇所以上の誤りがあるとして批判が寄せられた。

## 著作
- 「日本のカエル＋サンショウウオ類」（山と渓谷社）
- 「ダンゴムシの本」（2013、DU BOOKS）
- 『図鑑 日本のムカデ』（2023、太田出版）